# Katarzyna Buszko
Katarzyna Buszko – polska fizyk, doktor habilitowany nauk medycznych i nauk o zdrowiu.

## Życiorys
W 2000 r. ukończyła studia fizyki teoretycznej na Uniwersytecie Mikołaja Kopernika w Toruniu, w 2006 r. obroniła pracę doktorską pt. Badanie nieasymptotycznych zachowań chaotycznych nieliniowych układów dynamicznych, której promotorem był prof. Krzysztof Stefański, w 2020 r. habilitowała się na podstawie pracy zatytułowanej Entropia wybranych parametrów hemodynamicznych w diagnostyce omdleń wazowagalnych.
Pracuje na Uniwersytecie Mikołaja Kopernika w Toruniu.